# David Mendieta Chávez
David Ariel Mendieta Chávez (Lambaré, 22 agosto 1986) è un calciatore paraguaiano, centrocampista del Club Deportivo Capiatá.